# Myosorex geata
Myosorex geata is een spitsmuis uit het geslacht Myosorex die voorkomt in het Ulugurugebergte in Tanzania. Deze soort komt in bergregenwoud voor. Naast een andere spitsmuis, Crocidura telfordi, is Myosorex geata het enige endemische zoogdier in het Ulugurugebergte. M. geata is overigens ook van andere locaties gerapporteerd, maar de geldigheid daarvan is onzeker. Het dier werd oorspronkelijk in Crocidura geplaatst, maar in 1967 naar Myosorex verplaatst.